# Новый (Калининградская область)
Новый — посёлок в Гурьевском городском округе Калининградской области. Входит в состав Кутузовского сельского поселения.

## Население
| 2002 | 2010 |
| ---- | ---- |
| 138  | ↗159 |

## История
Населенный пункт Айланкруг был переименован в поселок Новый.